# Ibis redibis (racconto)
Ibis redibis è un racconto della scrittrice italoamericana Ben Pastor. Narra un'indagine per omicidio condotta sul confine danubiano dal comandante Elio Sparziano, già protagonista di una serie di romanzi giallo-storici ambientati nell'Impero romano del IV secolo d.C.

## Titolo
Il titolo del racconto corrisponde all'incipit di una frase latina che nella sua interezza dice: Ibis redibis non morieris in bello.
 Si tratta di un antico responso oracolare  di solito preso come esempio dell'ambiguità – o della flessibilità legata al versamento di un obolo più o meno cospicuo – dei responsi in genere. La frase infatti cambia radicalmente di senso secondo l'intonazione: ponendo una virgola (o meglio una pausa, dato che le interpunzioni non esistevano nella scrittura antica) prima del "non", l'interpretazione è favorevole: "Andrai, tornerai e non morirai in guerra". Ponendo invece la pausa dopo il "non", il responso diventa nefasto:"Andrai, non tornerai e morirai in guerra".

## Incipit
Elio Sparziano aveva notato come l’autunno somigliasse ingannevolmente alla primavera. I merli che avevano accompagnato con richiami acuti l’avanzata dell’esercito ad aprile, e poi sembravano essere spariti, impegnati nelle loro vite di volatili come i soldati in guerra, erano tornati a saltellare, fischiare e modulare lunghe frasi sonore adesso che le truppe si avviavano ai quartieri invernali. La temperatura, il sorgere e tramontare del sole erano primaverili, e così, ma ancora per poco, il colore tenero delle foglie e la bruma notturna. 

Quando Biturix, il più anziano dei tribuni, propose che si andasse al sacrario oracolare di Aqua Mattiaca presso Gorsium, gli ufficiali del reggimento di cavalleria meglio noto come Ala Prima Pannonicorum Ursiciana – nessuno dei quali era nato in Italia, tantomeno a Roma – furono tutti d‘accordo. Si avviarono in sette, numero beneaugurante, all’alba di un giorno in cui solo il passaggio delle anatre verso sud rammentava che l’inverno era alle porte, e non alle loro spalle.»

## Trama
Settembre del 300 d.C. Il reggimento di Elio Spaziano si appresta a raggiungere i quartieri invernali sulla frontiera danubiana.
 Il clima è mite, non si profilano impegni militari e prima di smontare l'accampamento per raggiungere il forte di Vetus Salina, Elio, in compagnia di sei commilitoni, si concede una visita al santuario di Aqua Mattiaca presso Gorsium.
 Pagato l'obolo dovuto, ciascuno degli ufficiali riceve il proprio responso oracolare: come quasi sempre accade in questi casi, l'interpretazione dei responsi – brevi e volutamente ambigui – è ardua. Fra tutti, il tribuno Biturix sembra però aver ricevuto l'augurio più favorevole: Ibis redibis, andrai e tornerai, interpretato come viatico verso qualche futura e felice impresa.
 Nei giorni seguenti tuttavia Biturix mostra segni di crescente nervosismo; infine, senza preavviso o spiegazioni, scompare. I compagni, pensando ad una sorta di licenza prolungata con troppa leggerezza, non si allarmano immediatamente; quando però l'assenza di Biturix diventa davvero inspiegabile, facendo addirittura sorgere un sospetto di diserzione, partono alla sua ricerca. In breve viene ritrovato il corpo del tribuno: Biturix risulta colpito da una freccia, che però è stata rimossa dalla ferita, probabilmente per rendere più difficile l'identificazione dell'assassino.
 Elio Sparziano inizia ad indagare, ma l'omicidio sembra molto strano perché Biturix non aveva nemici, debiti di gioco o problemi di donne, né aveva avuto scontri personali rilevanti. Gli ex commilitoni del tribuno, consultati per via epistolare, non sono in grado di fornire particolari utili. Sono invece illuminanti le notizie che Elio riceve dal vecchio amico (ed ex nemico) Baruch ben Matthias, un mercante ebreo conosciuto quattro anni prima durante la guerra civile combattuta dai Romani in Egitto contro i sostenitori dell'usurpatore Achilleo.
 Anche Biturix aveva partecipato a quelle operazioni e i ricordi di ben Matthias ricostruiscono un episodio di involontario sacrilegio commesso dal tribuno. Con l'aiuto dei servizi segreti Elio si mette dunque alla ricerca di un ausiliario di origine egizia, un arciere in grado di compiere un omicidio per vendetta. Lo trova infatti, ma per sottrarsi alla cattura l'assassino – che grazie al suo ruolo di corriere militare aveva seguito per lungo tempo gli spostamenti di Biturix – si suicida.
 Il nervosismo mostrato dal tribuno prima della scomparsa era forse dovuto al responso ricevuto al santuario: la parola ibis, tecnicamente un verbo, era stata da lui legata piuttosto all'immagine egizia della divinità con testa di uccello: Biturix insomma temeva quella vendetta che lo aveva poi effettivamente raggiunto.
 Il tempo passa, torna la primavera e il reggimento si prepara a ripartire per l'Oriente. Di passaggio, Elio e i suoi si fermano di nuovo al santuario: questa volta però ciascuno tiene per sé il proprio responso oracolare. L'interpretazione di quello riservato ad Elio, ambiguo quanto gli altri, è affidata al futuro.

## Personaggi
- Elio Sparziano. Comandante del reggimento, è il più giovane tra gli ufficiali. Oltre che ai doveri militari già si dedica attivamente a quegli interessi storici che continuerà a coltivare anche nel futuro: qui in particolare, sta revisionando la sua traduzione dal greco delle Guerre Persiane di Erodoto.

- Sertorio. Anziano comandante del forte di Vetus Salina, possiede un temperamento abbastanza imperturbabile. Ha iniziato la sua carriera militare ai tempi dell'imperatore Aureliano, al quale lo accomuna anche il culto nei confronti del Sol Invictus.
- Biturix. Tribuno anziano del reggimento, ha servito in varie zone dell'Impero. Ha una madre in procinto di risposarsi per la quarta volta; dopo la sua morte, i commilitoni si rendono conto di non averlo conosciuto a fondo.
- Terenziano. Originario della zona del Reno meridionale, seguendo le indicazioni dell'oracolo finirà per sposare una ragazza poco avvenente ma molto ricca.
- Petraeus Mica. Il suo tratto distintivo è una certa avarizia. Seguendo le indicazioni dell'oracolo compra una cavalla malata alla quale comunque finisce per affezionarsi moltissimo.
- Hermorundus. Imbattibile al gioco dei dadi, non disdegna di frequentare bordelli poco raffinati.
- Vellaunus. Il suo tratto distintivo è l'imponenza fisica.
- Ahala. Altro grande giocatore di dadi e di morra.
- Baruch ben Matthias. Mercante ebreo, ha militato tra i ribelli durante la guerra civile in Egitto. Nel corso dei combattimenti aveva gravemente ferito il comandante Sparziano, del quale in seguito è però divenuto amico ed informatore.

## Cronologia
La vicenda narrata nel racconto precede cronologicamente tutte quelle narrate nei romanzi, e copre il periodo invernale-primaverile compreso tra il settembre dell'anno 300 d.C. e l'aprile dell'anno successivo.

## Nota dell'autrice
Il racconto è preceduto da una breve Nota in cui Ben Pastor inquadra storicamente l'azione narrativa: all'epoca in oggetto, l'Impero Romano era geograficamente molto esteso, e dopo la concessione generalizzata della cittadinanza ai residenti nei suoi territori (voluta dall'imperatore Caracalla nel 212 d.C.), le province avevano assunto un crescente peso politico-amministrativo: le stesse legioni romane erano ormai costituite in larga parte da soldati di diversa origine ed estrazione.

## Edizioni
- Ben Pastor, Ibis redibis, in A.A.V.V., History & Mistery. 24 storie di delitto e paura (a cura di Gian Franco Orsi), pag.486, Piemme ed., 2008 - ISBN 9788838487224